# Садиди
Садиди Султанат (Арапски: السعديون) био је султанат на простору данашњег Марока и делова западне Африке током 15. века и 16. века. Над њим је владала династија Садиди, познати и као Зајданиди.